# Rikssalen, Drottningholm

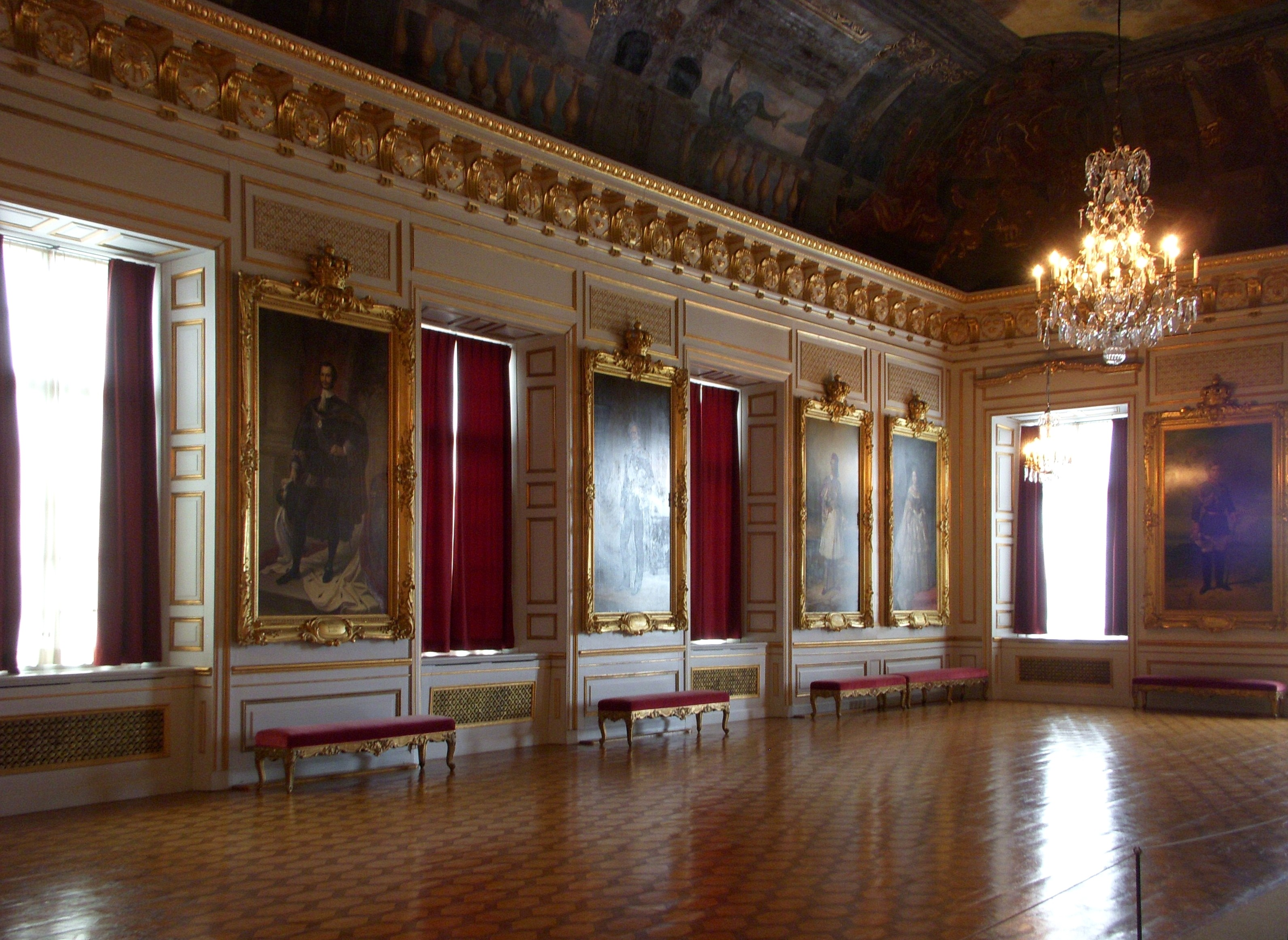
Rikssalen på Drottningholms slott

Rikssalen är en sal på Drottningholms slott på Lovön, Stockholms län. Salen ligger på övervåningens södra del. Salen kallas även Contemporainsalen på grund av alla de porträtt i helfigur av europeiska regenter som fanns under Oscar I:s tid. 

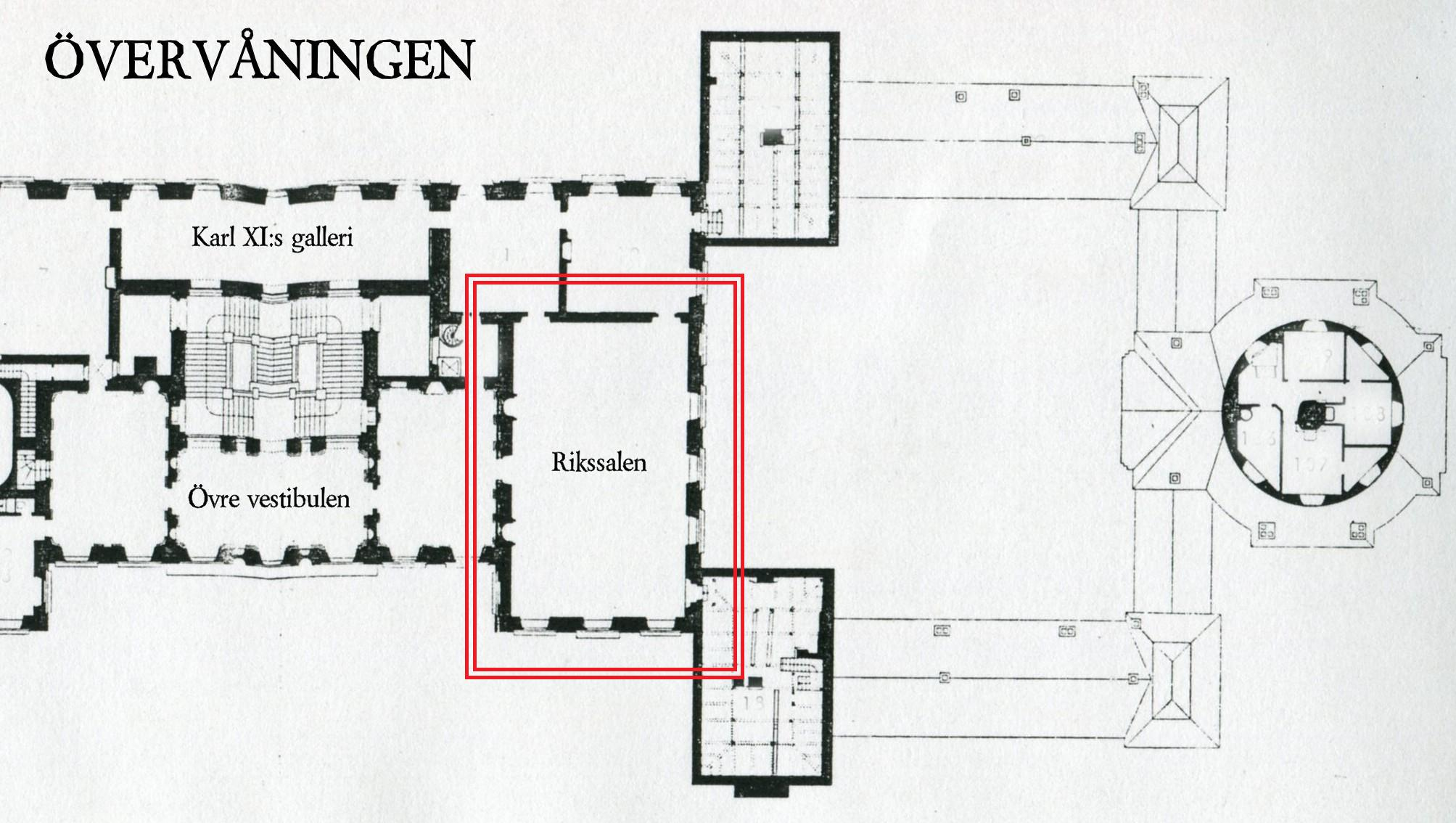
Rikssalen, orienteringsplan.

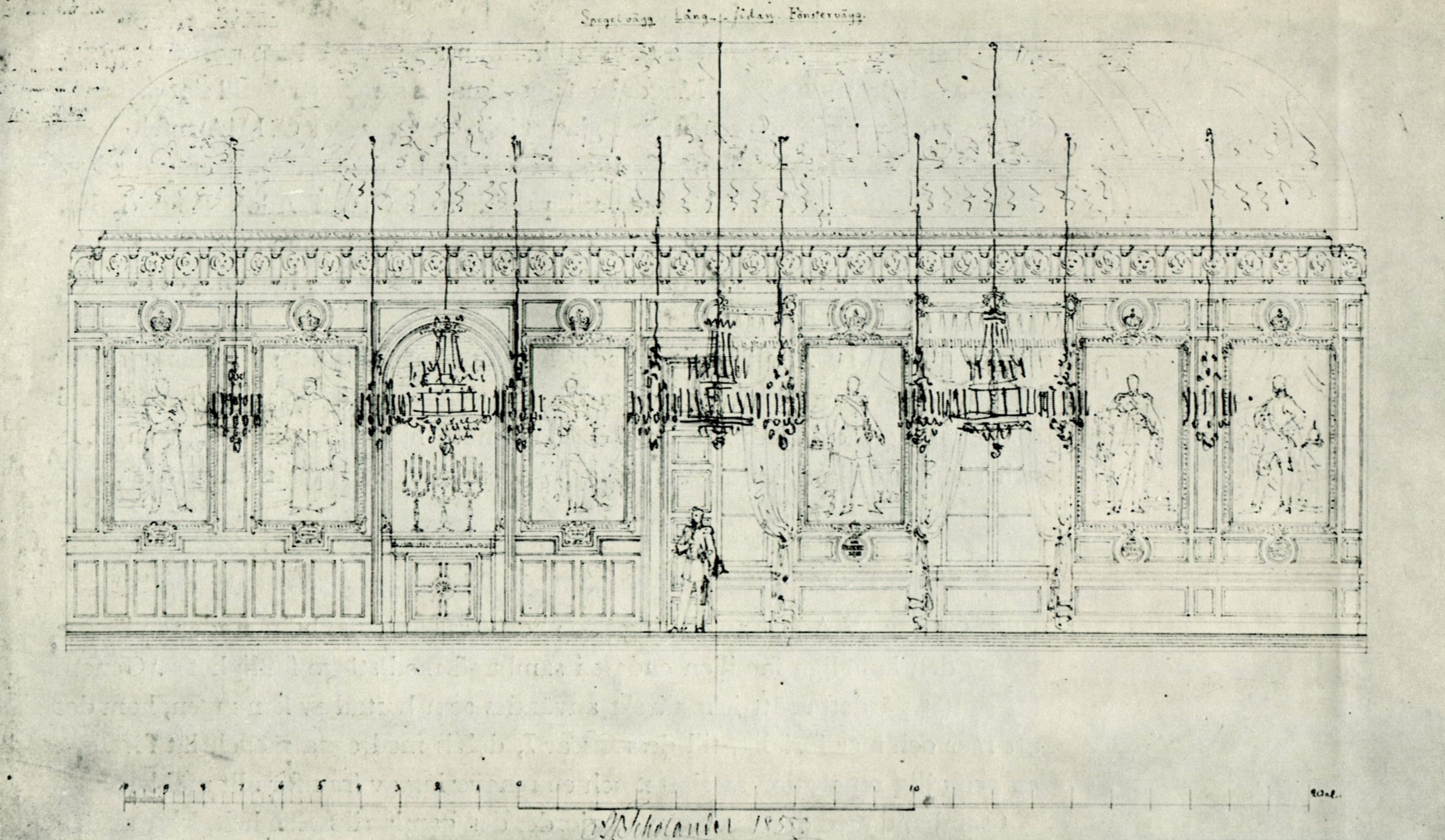
Scholanders väggvy från 1855.

Rikssalen på Drottningholm skapades ursprungligen av Nicodemus Tessin d.y. och har takmålningar av Johan Sylvius som fullbordades efter dennes död av  Evrard Chauveau 1699. Salen var vid 1800-talets mitt i mycket dåligt skick och genomgick under Oscar I en total omgestaltning, där enbart de ursprungliga takmålningarna bevarades. 
På drottning Josefinas initiativ förvandlades salen till ett porträttgalleri (contemporain-galleri) med porträtt av kungen och samtida europeiska regenter. Till ansvarig arkitekt anlitade hon Fredrik Wilhelm Scholander som 1855 överlämnade flera förslag till nygestaltning av Rikssalen. Scholander skapade en festlig bankettsal i vitt och guld samt spegelförsedda spisar. På väggarna förberedde han enhetliga fält, där porträtten skulle hänga. Enligt Boo Malmborg lyckades Scholander dåligt med att harmonisera barocktaket med den av honom ritade väggarkitekturen.
Genom drottning Josefinas vida släktförbindelser lyckades hon att berörda furstehus överlämnade sina porträtt i enhetliga format. Dessa var målade av olika hovmålare i respektive länder och blev en gåva till drottningen, som  i sin tur donerade dem till staten 1860. Totalt rörde det sig om 20 porträtt där 17 är målade i helfigur och tre utgör midjebilder som fick plats över dörrarna. Oscar I:s eget porträtt är utfört 1865 av hovmålaren Carl Theodor Staaff.